# Coenagrion simillimum
Coenagrion simillimum là một loài chuồn chuồn kim trong họ Coenagrionidae.
Coenagrion simillimum được Bartenev miêu tả khoa học năm 1911.